# Frontiniella loxostegei
Frontiniella loxostegei là một loài ruồi trong họ Tachinidae.